# MycoBank
MycoBank — проєкт, що виконує функцію реєстрації та зберігання відомостей про мікологічну номенклатуру грибів, а також пов'язаних з нею даних, на кшталт описів та ілюстрацій нових таксонів. 
Реєстрація назви нового таксона містить процес перевірки експертами відповідності вимогам Міжнародного кодексу ботанічної номенклатури. Це дозволяє уникнути номенклатурних помилок, а всі надані авторами відомості залишаються конфіденційними до моменту офіційної публікації назви.
MycoBank дозволяє отримати онлайн інформацію щодо всіх опублікованих назв таксонів грибів рангом від царства до виду та нижче.